# Shigurui
Shigurui (em japonês: シグルイ) é uma série em mangá (escrito e ilustrado por Takayuki Yamaguchi), baseado no primeiro capítulo de Suruga-jo Gozen Jiai por Norio Nanjō.
Em 2007, houve o lançamento do anime, baseado no mangá pela Madhouse estúdios e produções possuindo 12 episódios. A série foi dirigida por Hirotsugu Hamazaki e escrito por Seishi Minakami.  O mangá e anime Shigurui ficou muito conhecido por apresentar um elevado índice de violência, nudez e erotismo.

## História
A história inicia-se no Japão, em 1629, no governo do Shogun Tokugawa Iemitsu, em meio a um torneio realizado pelo seu irmão mais novo, Tokugawa Tadanaga. Nele os espadachins não usariam suas espadas de madeira (Bokken) mas sim espadas tradicionais. A narrativa começa com a primeira luta entre Fujiki Gennosuke, que não possui um braço e Irako Seigen que é cego.
Ambos são rivais de um passado sombrio, cheio de traições, invejas e disputas pela hierarquia entre o clã Kogan. Com essa premissa, começa a história, contada de maneira incrível e não linear.

## Personagens
Gennosuke Fujiki (藤木 源之助 Fujiki Gennosuke)

Grande aluno de Kogan. Fiel ao mestre, frio e excepcional espadachim, perde uma luta contra Seigen e desde então, fica em intenso treinamento para vingar a derrota e suceder Iwamoto Kogan como mestre do clã Kogan-ryuu.
Seigen Irako (伊良子 清玄 Irako Seigen)

Homem ambicioso e belo que desde o inicio desafiou Iwamoto Kogan, possui um passado misterioso. Seu objetivo é elevar seu estatus no clã e se tornar sucessor de Kogan. Tem sua primeira luta contra Gennosuke e Gonzaemon, perdendo para este último e desde então, se tornando aluno de Kogan-ryuu.
Gonzaemon Ushimata (牛股 権左衛門 Ushimata Gonzaemon)

Mestre do Kogan-ryuu e professor de Gennosuke. Ushimata utiliza uma espada imensa de madeira para lutar. É o segundo em comando após Iwamoto Kogan.
Kogan Iwamoto (岩本 虎眼 Iwamoto Kogan)

O grande mestre do Kogan-Ryuu e considerado um dos mais temíveis samurais. Sempre com aparência fúnebre, fica grande parte do tempo inconsciente devido a um quadro demencial, exercendo apenas funções animais durante este tempo. Mesmo estando neste estado, Iwamoto Kogan é terrivelmente forte. Possui uma filha, Iwamoto Mie, a qual, ele apenas a vê como uma genitora para continuar sua linhagem. Ele tem uma das maiores e mais mortais técnicas espadachins, a "Nagare Boshi".
Mie Iwamoto (岩本 三重, Iwamoto Mie)

Filha de Kogan, de aparência muito bonita. Muitas vezes sub julgada e atacada sexualmente por seu pai, quando este altera momentos de inconsciência, servindo apenas para continuar a linhagem dos Kogan. Mesmo diante desta situação de humilhação e submissão, a herdeira do sangue Kogan mantém seu senso crítico em relação a toda situação em que vive e vê com maus olhos os alunos de seu pai, comparando-os a marionetes.
Lady Iku (いく, Iku)

Amante de Iwamoto, que passa por todos os tipos de atrocidades em sua mão, quando este opera em estado de inconsciência. É o envolvimento amoroso de Irako. Viúva, teve seus dois noivos mortos por Kogan.

## Lista de episódios
01 "Duelo de Espadas no Castelo Sunpu"

"Sunpujō gozen jiai" (駿府城御前試合)
02 "A Cerimônia Yodare-Azuki"

"Yodare azuki" (涎小豆)
03 "Kamaitachi"

"Kamaitachi" (鎌鼬)
04 "Canção Infantil"

"Warabeuta" (童歌)
05 "Técnica Secreta do Instrutor de Esgrima"

"Hiken denju" (秘剣伝授)
06 "Choro do Nascimento"

"Ubugoe" (産声)
07 "Dentes"

"Kiba" (牙)
08 "Coro das Cigarras"

"Semi shigure" (蝉しぐれ)
09 "Filhotes de Tigre"

"Koshi" (虎子)
10 "Casa de Punição Kengyou"

"Kengyō shioki yashiki" (検校仕置屋敷)
11 "Luar"

"Gekkō" (月光)
12 "Mumyo Sakanagare"

"Mumyō Sakanagare" (無明逆流れ)